# Mars MetNet
Mars MetNet — планова наукова експедиція з вивчення атмосфери Марса з ініціативи Фінського метеорологічного інституту. Перебуває в стадії спільної розробки Фінляндії, Росії та Іспанії. Місія включає в себе спуск щонайменше 16 MetNet апаратів на поверхню Марса. Мета полягає у тому, щоб створити широку мережу спостереження, вести моніторинг стану атмосфери, робити заміри цих змін на планеті. Точна дата запуску не була встановлена.

## Історія
Основні концепції проєкту Mars MetNet були сформульовані командою Фінського метеорологічного інституту наприкінці 80-х років минулого століття. Ці ідеї розвивалася понад десять років, і в кінцевому підсумку робота над Mars MetNet почалась у 2000 році. MetNet можна розглядати як наступника NetLander, російського Марс-96 і більш ранніх ідей місій ESA Marsnet та InterMarsnet.
Завданням місії Mars MetNet є спуск на поверхню Марса кількох десятків апаратів. Цей новий вид планетарної місії-розвідки перебуває в стадії розробки у співпраці між Фінським метеорологічним інститутом, Асоціацією Лавочкіна, Інститутом космічних досліджень і Національним інститутом аерокосмічної техніки з Іспанії.
MetNet був серед місій, запропонованих на Генеральній Асамблеї Європейського союзу наук про Землю у квітні 2016 року.

## Статус місії
Фінансування розробки базової лінії програми існує до 2020 року. Визначення тестової місії та дискусії про можливості запуску на цей час ведуться. Ця місія буде складатися з одного посадкового модуля і призначена як наукова демонстрація місії.
Повна модель посадкового блоку (ПБ) з функціональною частиною тестового запуску наразі перебувають на перевірці. Найближчим часом ПБ буде піддаватися впливу кліматичних випробувань. Вони включають в себе перевірку на стійкість до вібрацій, зміні температур та ударостійкість.
До вересня 2013 року були виготовлені та випробувані дві системи посадки на поверхню планети. Одна з них використовується для подальших випробувань пов'язаних з навколишнім середовищем, а друга перебуває у готовому стані.

## Загальний огляд
Наукові пристрої місії MetNet включають окремі прилади для входу в атмосферу та фази приземлення.
Під час зниження/підвищення тиску і температури необхідно записувати щільність атмосфери і температурні профілі. В іншому ж випадку пристрої пониження тиску і температурні датчики будуть знищені в посадці, що унеможливить їхнє подальше використання. Акселерометр буде використовуватися після посадки як інклінометр для визначення положення спускного апарата. Зовнішня камера використовується для ідентифікації ландшафту посадкової зони. На поверхні Марса MetNet станція робитиме панорамні знімки, вимірюватиме тиск, температуру, вологість, напрям та швидкість вітру. В зонд також прикріплені пристрій виявлення води та датчики тепла, які проникатимуть у різні шари марсіанського ґрунту.

## Концепція спускного апарата
Кожен MetNet посадковий модуль буде використовувати надувну систему входу і спуску замість жорстких теплових екранів і парашутів, які використовували більш ранні посадочні пристрої. Таким чином, відношення маси корисного навантаження до загальної маси є оптимізоване, і більше маси і обсяг ресурсів є заощаджені для наукових цілей. Процес атмосферного спуску MetNet модуля можна розбити на два етапи: первинно аеродинамічний або «Надувний гальмівний блок», і вторинно аеродинамічний або «Додатковий гальмівний надувний блок». Зонди матимуть кінцеву посадкову швидкість від 44,6 до 57,6 м/с. Термін експлуатації спускного апарата на поверхні Марса складатиме 7 років.
Той факт, що як метеорологія, так і кліматологія загалом розрізняються в часі і просторі означає, що найбільш ефективним засобом контролю за ними є одночасні вимірювання в декількох місцях протягом тривалого періоду Mars MetNet являє собою багатоточкову мережу поверхневих зондів, які є доповненням головного супутника на орбіті. Необхідно, як мінімум, 10—20 пунктів спостереження, щоб отримати хорошу картину атмосферних явищ на планеті.

## Завдання
Детальна характеристика марсіанської поверхні, явищ прикордонного шару і кліматологічних циклів вимагає одночасних метеорологічних вимірювань від станції на поверхні Марса. Метою тестової місії є підтвердження ідеї розгортання мініметеорологічних станцій на планеті, отримання атмосферних даних під час фази приземлення, а також збір інформації про клімат і структуру поверхні на місці посадки протягом одного марсіанського року або довше. Зокрема, науковим завданням посадкового модуля є вивчення:
- Динаміки атмосфери й циркуляції
- Поверхні атмосфери і планетарного прикордонного шару[en]
- Механізм утворення пилу
- Цикли CO2, H2O і пилу
- Еволюція марсіанського клімату

## Плани на майбутнє
Протягом наступного десятиліття плануються кілька цільових польотів на Марс і будівництво великих об'єктів на марсіанській поверхні. Для того, щоб мати змогу безпечно висадити на поверхню планети окремі великі посадкові одиниці на досить близькій відстані один від одного потрібно володіти точною інформацією про погодні умови, особливості вітру, адже це відіграватиме ключову роль.
Фінсько-російсько-іспанські маломасивні метеорологічні станції призначені для забезпечення мережі передачі даних необхідної інформації.